# 雪子のロック
「雪子のロック(ゆきこのロック)」は、1967年8月10日に発売された藤健次のシングル。品番はKA-145。

## 概要
オリジナルの尺は4分34秒と、当時としては非常に長いバラード調の曲である。
ミノルフォンの音源を集めたコンピレーションアルバム「面白愉快で懐かし原盤」に収録された音源では、曲の冒頭のセリフ部分しか使用されず、しかも原曲にない車の事故の効果音がかぶせられ、結果として「曲の時間はたった32秒。ストリングスとピアノの伴奏からなる曲をバックに主人公の『僕』がかつての恋人『雪子』に対して戻ってきて欲しいと呼びかけるが、そこへ車がぶつかる音が入って終わり」という形になっている。この音源は1990年代中期に放送されていたFMラジオ番組『赤坂泰彦のミリオンナイツ』で取り上げられた。

### 32秒バージョン収録アルバム
- LP「面白愉快で懐かし原盤 vol.1」（1984年) 徳間ジャパンコミュニケーションズ 25JAL-7
- CD「面白愉快で懐かし原盤〜反復横飛び懸垂逆上がり〜」(1995年3月21日) CHOP RECORDS/VIVID SOUND CHOPD-040

### オリジナルバージョン収録アルバム
- CD「GROOVIN’昭和! 1〜こまっちゃうナ」(2010年9月1日) 徳間ジャパンコミュニケーションズ TKCA-73571

## エピソード
先述のラジオ番組『赤坂泰彦のミリオンナイツ』で取り上げられた際、同番組にゲスト出演していた山下達郎が本曲を聴いて生放送中にもかかわらず椅子から転げ落ちるほど爆笑した、という逸話がある。その後日談として、山下は自身のラジオ番組『山下達郎のサンデー・ソングブック』で珍盤・奇盤としてこの曲を紹介している。